# Juan José Castelli
Juan José Castelli (Buenos Aires, 19 luglio 1764 – Buenos Aires, 12 ottobre 1812) è stato un rivoluzionario e politico argentino. Fu uno dei leader della Rivoluzione di maggio, dalla quale sarebbe poi scaturita la guerra d'indipendenza argentina. Per il suo discorso al cabildo abierto di Buenos Aires del 22 maggio 1810, è conosciuto come "il portavoce della Rivoluzione" o "l'Oratore di maggio".

## Biografia
Nato a Buenos Aires, Castelli si laureò come avvocato all'università di San Francesco Saverio a Sucre. Assieme al cugino Manuel Belgrano, a Nicolás Rodríguez Peña e Hipólito Vieytes, Castelli pianificò una rivoluzione d'ispirazione illuminista volta a rovesciare la monarchia assoluta in Argentina. Guidò i patrioti di Buenos Aires durante la Rivoluzione di maggio, che finì con la deposizione del viceré Baltasar Hidalgo de Cisneros.
Nel 1810 divenne un membro della Primera Junta e fu inviato a Córdoba per fermare la controrivoluzione messa in atto da Santiago de Liniers, che venne quindi fucilato. Fece poi stabilire un governo rivoluzionario in Alto Perù (l'odierna Bolivia), con lo scopo di liberare gli schiavi indigeni e africani.
Nel 1811 firmò una tregua con l'impero spagnolo, ma questo lo tradì e colse impreparato l'Esercito del Nord, infliggendo una dura sconfitta alle forze argentine nella Battaglia di Huaqui. Al suo ritorno a Buenos Aires, il primo triumvirato lo fece incarcerare per la sconfitta. Castelli morì nel 1812 per un cancro alla lingua.
Massone, fu membro e maestro venerabile della loggia Independencia.